# Emila Medková

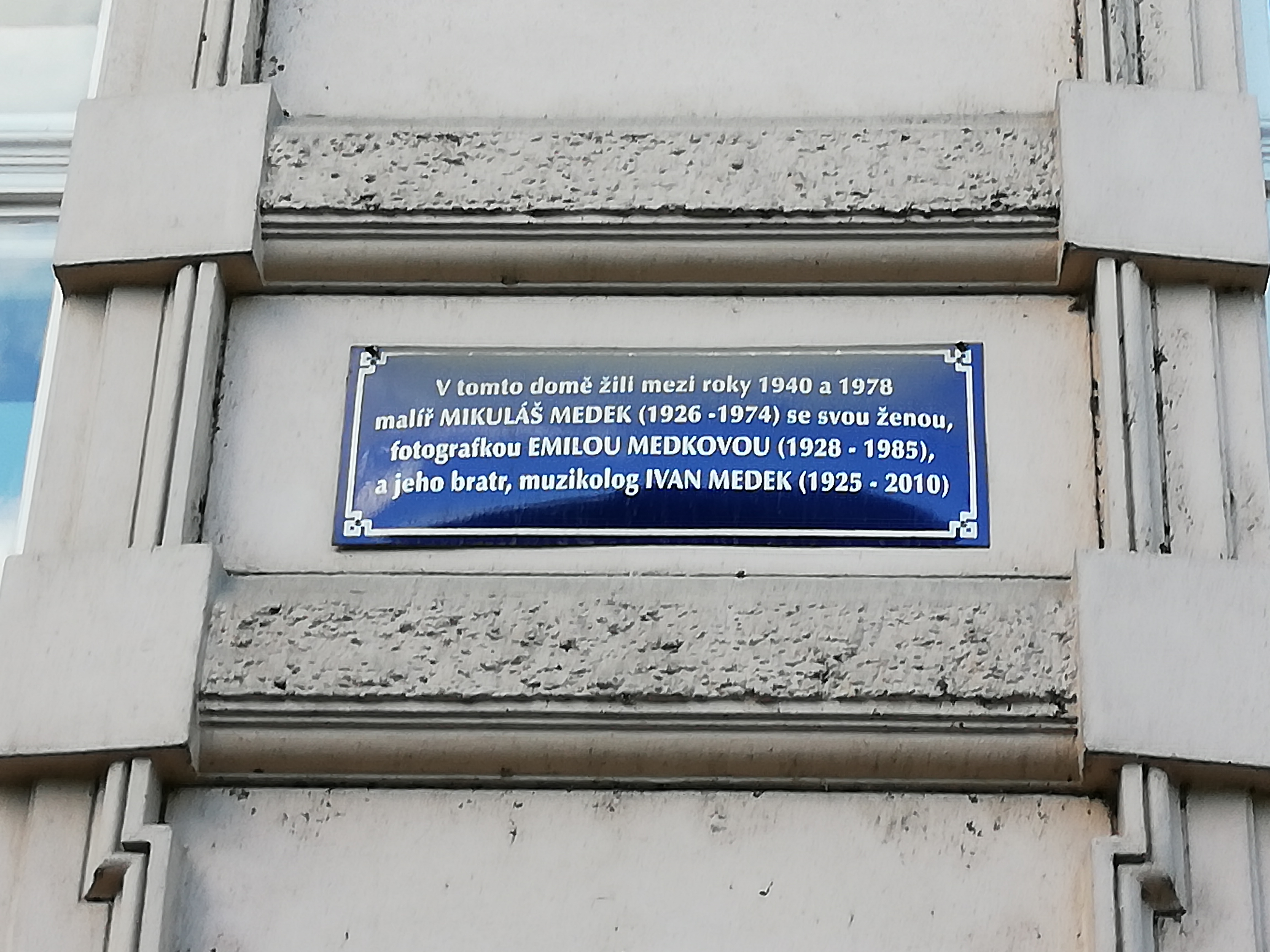
Informační deska na domě (Janáčkovo nábřeží 471/49, 150 00 Praha 5 - Smíchov)

Emila Medková, dívčím jménem Emila Tláskalová (19. listopadu 1928 Ústí nad Orlicí – 19. září 1985 Praha), byla jedna z nejvýznamnějších představitelek české umělecké fotografie druhé poloviny 20. století. Manželka malíře Mikuláše Medka.

## Život
Emila Tláskalová se narodila v Ústí nad Orlicí v rodině typografa a švadleny. Roku 1939 se s rodiči přestěhovala do Prahy, kde otec za války pracoval jako fotograf v továrně Letov. Emila v letech 1939–1942 absolvovala dívčí měšťanskou školu v Libni Na Korábě. Od září 1942 studovala na Státní grafické škole v Praze na Smíchově, kde navštěvovala třídu krajinářské fotografie Josefa Ehma V té době na škole vyučovali také Jaromír Funke a Eugen Wiškovský. Studia přerušila v letech 1944–1945, kdy byla totálně nasazena jako laborantka k firmě Prag-Film A.G. na Barrandově.
Po osvobození dokončila během jednoho roku studia opět u Josefa Ehma na dvouleté speciální škole pro fotografy. Podílela se zde na činnosti tvůrčí skupiny Jantar (Dagmar Hochová, Josef Lehoučka, Ján Šmok, ad., 1945–1946). Od roku 1947 pracovala jako fotografka v Ústavu lidské práce, Jeruzalémská 9 (později Československý ústav práce, zrušen 1951) a roku 1948 vstoupila do KSČ. Josef Lehoučka ji seznámil s Mikulášem Medkem, který tehdy studoval na VŠUP u Františka Tichého. Její pracoviště bylo přejmenováno na Výzkumný ústav bezpečnosti práce ROH. Roku 1954 se stala vedoucí fotolaboratoře a působila zde do roku 1963.
Mikuláš Medek, za kterého se provdala 12. 9. 1951, ji seznámil s okruhem mladých autorů kolem Karla Teigeho, kam patřili mj. Vratislav Effenberger, Libor Fára, Anna Fárová, Václav Tikal a Karel Hynek. Bydleli spolu s rodinou Ivana Medka v bytě na Janáčkově nábřeží 49, kde Mikuláš Medek také maloval. V dubnu 1952 se Medkovým narodila dcera Eva a v září se Emila vrátila do zaměstnání.
Roku 1960 měla první samostatnou výstavu fotografií v Oblastním muzeu v Hradci Králové a roku 1962 v galerii Krzywe Koło ve Varšavě. Roku 1961 byla mezi zakládajícími členy Tvůrčí skupiny Konfrontace, která se scházela u Medků.
Od roku 1963 byla zaměstnána jako fotografka v Psychologickém ústavu Univerzity Karlovy na Hradčanském náměstí. V roce 1965 byla přijata do Svazu československých výtvarných umělců. V 60. letech se zúčastnila zájezdů do Polska a Francie (kde v Paříži navštívila Toyen) a s Mikulášem Medkem cestovala roku 1966 do Brém a Hamburku, do Rakouska a Německa, 1968 do Itálie a Německa (vrátili se dva dny po sovětské okupaci – 23.8.1968). Na pozvání galerie La Bertesca byla s Mikulášem Medkem v letech 1967 a 1968 na měsíčních pobytech v Janově. V roce 1967 byla zastoupena dvěma fotografiemi na výstavě World Photo '67 v Leedsu.
Roku 1969 se Emila a Mikuláš Medkovi přestěhovali do Šumavské ulice na Vinohradech. Roku 1973 odešla ze zaměstnání v Psychologickém ústavu aby se mohla starat o těžce nemocného manžela. Byli nuceni se přestěhovat do přízemního bytu v Estonské ulici, protože Mikuláš se po zlomenině krčku těžce pohyboval. Krátce nato, 23. srpna 1974 Mikuláš Medek po operaci krvácení do žaludku zemřel v nemocnici.
Emila přišla o svou vlastní fotografickou komoru, kterou měla od roku 1973 v Mikulášově ateliéru v Letohradské ulici a náhradou získala ateliér v Přemyslovské 17. Obnovila svou spolupráci se Surrealistickou skupinou kolem Vratislava Effenbergera a podílela se tvorbě ineditních sborníků Sen které redigoval Albert Marenčín. Jako fotografka pracovala pro Státní židovské muzeum a pro Divadelní ústav. V říjnu 1976 se podrobila operaci a do dubna 1977 byla v rekonvalescenci. Od roku 1979 pracovala jako fotografka na FF UK. Na jaře roku 1981 se podrobila další operaci a na podzim ochrnula na levou polovinu těla. Roku 1983 se podílela na přípravě výstavy Sféra snu Surrealistické skupiny na hradě Sovinec, která byla nakonec zakázána. V následujícím roce zde měla samostatnou výstavu fotografií.
19. září 1985 Emila Medková zemřela po těžké nemoci ve Vlašimi ve věku 56 let.

## Dílo
Emila Medková od roku 1947 zprvu fotografovala dvouokou zrcadlovkou Flexaret 6x6 cm, od roku 1953 Rolleiflexem 6x6 cm. Její dílo čítá kolem čtyř set fotografií, zvětšovaných obvykle na formát 30 x 40 cm.
První školní fotografie krajin pořídila v letech 1946–1948 a v cyklu záznamů různých výseků krajin a městských zákoutí pokračovala i později. Prologem k jejímu uměleckému fotografickému dílu jsou soubory inscenovaných fotografií, které vytvořila s Mikulášem Medkem v letech 1948–1951. Oba vymýšleli náměty fotografických cyklů, které Emila realizovala. Vztahy tvorby byly propletené a nejednoznačné a mezi oběma umělci existoval nepřetržitý tvůrčí dialog i vzájemné ovlivňování. Některé náměty (Cranachovská nadlyrika, 1950) se objevily i v malbách Mikuláše Medka (Cranachovská nadlyrika s imperialistickou květinou, 1953–54) a Emila byla jeho modelem pro řadu obrazů (Emila a mouchy, 1952, Portrét 53).
Její tvorba byla bezprostředně spjata se surrealismem V cyklu Stínohry (1948) Emila zachycuje akce, v níž se stín Mikuláše s různými předměty v rukou promítá do předem naaranžované scény. Stín vnikající do reality vyvolává úzkost a tíseň. Medková užívala ve svých inscenovaných fotografiích stejné objekty (skleněné oko, vajíčko, pramen vlasů) a zraňující nástroje (břitva), které se objevují i v surrealistických obrazech Mikuláše Medka. Původ některých "pohyblivých objektů" vyplynul mj. ze zápisu snu, jiné byly volně inspirovány díly surrealistických malířů jako René Magritte (Vítr - Magritte, 1948), Jindřich Štyrský nebo Toyen, nebo kolážemi Karla Teige (Nohy, 1951). Toto formativní období ovlivnilo celou pozdější tvorbu Medkové až do počátku 80. let.
Kromě inscenovaných fotografií zachycovala Emila Medková od konce 50. let nejrůznější struktury a přiblížila se estetice Českého informelu (Kraky, 1962, Karlův most, 1962). Je pro ni charakteristický vytříbený vztah k fotografovanému materiálu, který se tak stává nositelem emocí i skrytých obsahů. V závěrečném období své tvorby, kdy dospěla k neokázalé vnitřní monumentalitě, se její vztah k materiálům ještě více vyhranil, když objevila dosud opomíjené materiály na skládkách kovového odpadu (Arcimboldo I a II, 1978), vlnitý papír (Křik, z cyklu Konec iluzí, 1978), kůži (Strašidla I a II, 1978) či staré a rozbité králíkárny. Medková se účastnila i taktilních experimentů Jana Švankmajera a v anketě o štítivosti vyjádřila hluboký odpor k umělým hmotám.
Společným znakem fotografií je zdůraznění průčelnosti a stlačení prostoru do plochy či nízkého reliéfu, zájem o strukturu hmoty, potlačení diagonály a děje nebo prudkých kontrastů světla a stínu. Neexistuje zde vývoj od analytických snímků k vrcholné syntéze, ale spíše introvertní pohyb do stále sevřenějšího středu a vytěsnění okolí. Z počátku 50. let lze za zlomový považovat snímek rozbité výlohy s paprskovitými prasklinami před poutačem Upravíme Váš účes, který je zároveň autoportrétem.
Na počátku 60. let dospěla Medková až k fotografické abstrakci, která jí umožnila svobodnou interpretaci významu zjevených symbolů. Ty měly diváka uhranout svou emotivní silou, osvobodit jeho vnímání a přenést ho do světa mimo všední realitu. Snímek bylo možné otočit o devadesát nebo sto osmdesát stupňů (Hlava (Grébovka), 1980), neboť představa autorky byla důležitější než vnější předobraz. Záběr se dostával k předmětu tak blízko, že s ním doslova splýval. Stejným způsobem tehdy uvažoval i Mikuláš Medek. Zatímco v raném období byly některé fotografie Emily Medkové osobitou interpretací některých surrealistických obrazů nebo hledáním obdobné prostorové konfigurace (Vzpomínka na Dalího, 1953, Chirico, 1958), v 60. letech byla její práce paralelou k tehdejší malbě Mikuláše Medka nebo reliéfům Jana Koblasy. V 70. letech tvořila volné analogie k tvůrčím principům jiných umělců - např. Toyen (Na zámku La Coste, 1972, Náhrobky, 1977), Dalího, Enrica Baje (Zvíře dle Enrica Baje, 1976), Arcimbolda (Arcimboldo I a II, 1978), Paula Klee (Klee, 1978).
Na přelomu 50. a 60. let se Emila Medková stala čelnou představitelkou české fotografie a v průběhu 60. let měla řadu autorských výstav. V té době se zabývala autonomními významy znaků, chápaných jako duševní událost (Znak, 1962, Šipka, 1962). Jejími hojně fotografovanými náměty byly erotické motivy spatřené v běžných předmětech, které připomínaly intimní partie lidského těla (T, 1960, Škvíra, 1960, Škvíra, 1975). Přestože své náměty nacházela především v Praze, během jejích cest do zahraničí vznikly samostatné fotografické soubory z Paříže (1966), Vídně (1967) a Itálie (Kulisy, 1967).
Stěžejním surrealistickým principem, který si Medková osvojila, byla práce s primární analogií. Setrvávala přitom u bezprostředního vjemu, který byl zdrojem osobitých vizí a ztotožnění s představou (Každá věc má svůj háček, 1975). Mezi raným a pozdním pojetím nedošlo v průběhu třiceti let k žádnému podstatnému zvratu, ale změna společenského a politického kontextu dávala fotografie do nových souvislostí a měnila jejich smysl. Týká se to rozsáhlého cyklu Hlavy, v nichž autorka zachycovala přírodní útvary, drolící se zdi, stará vrata, odhozené předměty a pozůstatky lidské činnosti v nichž spatřovala připomínky lidských tváří a postav (Sněžná hlava, 1949, Hlava, 1960, Tvář, 1962). Z předchůdců byl Medkové nejbližší Miroslav Hák a podobně jako on nacházela zprvu inspiraci na pražských předměstích, kde se dlouho uchovaly stopy války. Od počátku 60. let chodila za náměty stále více do středu Prahy. V atmosféře politického útlaku 50. let vznikal cyklus Zavřeno, který zachytil zazděná okna, dveře s petlicemi, zavřené výklady nebo značku zakazující vjezd a reflektoval vnitřní prožitek blízký Kafkovým románům. Po okupaci v srpnu 1968 vznikly fotografie Střelnice (1969) nebo Křik (1971).
Celou fotografickou tvorbu Medkové, která vznikala v podmínkách různě intenzivního útlaku komunistického režimu, je spojujícím jmenovatelem úzkost. Byl pro ni důležitý druhý plán reality a evokace skrytých pocitů. Existenciální téma spojuje snímky, které vznikly v rozpětí více než 20 let – Panák (1959) s dětskou kresbou postavy se zdviženýma rukama nad dírou v opadané omítce, Popraviště–Rájov (1977) s rozbitou zdí a pramenem uschlé trávy, který připomíná krev, Šebestián (1977), nebo Ruce vzhůru (1982), kde postavu se zdviženýma rukama vytvářejí zabetonované kameny. Některé fotografie tyto pocity nesou ve svém názvu (Výbuch, 1957, 1959, Strach, 1960, Křik, 1971, 1978, Agrese I a II, 1980), jiné vyvolávají vzpomínku na dětskou obavu z temných prostor (Otvory, 1962).
Kurátorem její první souborné výstavy v Alšově síni Umělecké besedy roku 1965 byl Jan Kříž. Život a dílo Emily Medkové v monografii zpracovali historikové umění Karel Srp mladší a Lenka Bydžovská.

### Spolupráce se Surrealistickou skupinou
V průběhu roku 1951 se v Teigově skupině podílela na vydání deseti pracovních ineditních sborníků Znamení zvěrokruhu. V červencovém čísle Lev vyšlo 21 jejích fotografií a dalších pět ve sborníku Váhy, sestaveném Vratislavem Effenbergerem. Ten po Teigově smrti obnovil roku 1953 tradici ineditních sborníků, tentokrát pod názvem Objekt. Na všech pěti svazcích, sestavených v letech 1953-1962 Emila výrazně spolupracovala.
Roku 1958 vyšla v Objektu č. 3 Effenbergerova studie Emila Medková, provázená souborem jejích fotografií. Pro Objekt č. 4 (1960) vytvořila obálku. V tomto čísle bylo 11 jejich fotografií z cyklu Záznamy a průvodní text Vratislava Effenbergera. Obálka a dalších 11 fotografií bylo i v následujícím pátém čísle v roce 1962. Od roku 1969 začala vycházet revue Analogon, redigovaná Vratislavem Effenbergerem, a Emila do prvního čísla přispěla fotografiemi z Paříže a Itálie.
Po úmrtí Mikuláše Medka obnovila roku 1975 spolupráci se Surrealistickou skupinou. Zapojila se do kolektivních surrealistických her (Potřeba příběhu, 1983-1984, Ostrov mrtvých, 1984 – námět M. Stejskal), vyhledávání vizuálních analogií (obrazové analogie k taktilnímu objektu Masturbace, 1981), interpretačních her (Ilustrovaný sen, 1982, Jedním uchem dovnitř, 1984 – námět J. Švankmajer), anket (Anketa o strachu, 1979, Anketa o štítivosti, 1980), tvorby objektů a experimentů, které iniciovali Jan Švankmajer, Vratislav Effenberger, Martin Stejskal a František Dryje (Hra o Žugoně, 1983). Jan Švankmajer připravoval od roku 1979 v Surrealistické skupině monografii Emily Medkové, která se nerealizovala. Roku 1980 přispěla do časopisu švýcarské surrealistické skupiny Le la souborem fotografických interpretací (text Ludvík Šváb).

### Výstavy

#### Autorské
- 1960 Emila Medková: cykly Záznamy, Zdi, Hlavy, Krajský vlastivědný ústav v Hradci Králové
- 1962 Emila Medková: Fotografie, Galerie Krzywe Koło, Varšava
- 1963 Emilia Medkova: Abstractions?, Museum of Modern Art, Miami
- 1963 Emila Medková: Fotografie, Dům osvěty v Kralupech
- 1963 Emila Medková: Fotografie 1951 - 63, Prácheňské muzeum, Písek
- 1963 Emila Medková: Fotografie, Oblastní galerie Liberec
- 1964 Emila Medková: Fotografie z let 1949 - 1964, Kabinet fotografie Jaromíra Funka, Dům umění, Brno
- 1965 Emila Medková: Fotografie, Galerie mladých, Alšova síň Umělecké besedy, Praha
- 1965 Emila Medková, Divadlo Jednotného závodního klubu, Ústí nad Orlicí
- 1965 Emila Medková: Fotografie, Psychiatrická léčebna Kosmonosy
- 1966 Emila Medkova: Photographs, Museum of Modern Art, Miami
- 1970 Mikuláš Medek, Emila Medková, Galerie am Klosterstern, Hamburg
- 1978 Emila Medková, Minigalerie VÚVL v Brně
- 1979 Emila Medková: Fotografie, Kabinet fotografie Jaromíra Funka, Brno
- 1980 Emila Medková: Fotografie, Výstavní síň, Česká Třebová
- 1984 Emila Medková: Fotografie, hrad Sovinec
- 1985 Emila Medková: Výběr z fotografického díla, Výstavní síň Fotochema, Praha
- 1987 Emila Medková: Fotografie, Obvodné kultúrne a spoločenské stredisko Trnávka, Bratislava
- 1988 Emila Medková, Mikuláš Medek, Fotografie, kresby, pauzy, hrad Sovinec
- 1990 Emila Medková: Začátek a konec ilusí, Galerie v předsálí, Blansko
- 1995 Emila Medková: 1928-1985, Pražský dům fotografie, Praha
- 1997 Emila Medková: Surrealistische Fotografie, Tscheschisches Zentrum, Literatur Werkstatt, Berlin
- 2000/2001 Emila Medková: Zavřeno, Galerie Franze Kafky, Praha
- 2001 Emila Medková, Ateliér Josefa Sudka, Praha
- 2001/2002 Emila Medková, Dům U Kamenného zvonu, Galerie hlavního města Prahy, Praha
- 2004 Emila Medková, Tuttlingen, Hofheim am Taunus, Bad Avolsen
- 2005 Emila Medková: Fotografické dílo, Galerie pod radnicí, Ústí nad Orlicí
- 2008 Emila Medková: Fotografie, Muzeum Rýmařov
- 2009 Emila Medková: Fotografie, Galerie fotografie Louvre, Praha
- 2010 Emila Medková: Fotografie, Obecní galerie Beseda, Praha
- 2011 Emila Medková: Fotografie, Fotografická galerie Fiducia (Galerie Fiducia), Ostrava
- 2018 Emila Medková, Galerie U Betlémské kaple, Praha

#### Společné (výběr)
- 1964 Imaginativní malířství 1930-1950, AJG Hluboká nad Vltavou (zakázáno), náhradní v UPM Praha
- 1964 Phases, Musée d´Ixelles, Brusel
- 1966 Surrealismus a fotografie, Kabinet fotografie Jaromíra Funka, Brno, Museum Folkwang, Essen
- 1966 12 českých umělců, Worpswede
- 1966 Symboly obludnosti, Galerie D, Praha[16]
- 1968 Emila Medková, Čestmír Krátký, Karel Kuklík, Krakov
- 1969 Současná československá fotografie, Moravská galerie v Brně
- 1970 Současná československá fotografie, Bratislava
- 1971 Československá fotografie 1968-1970, Moravská galerie v Brně (katalog Anny Fárové Současná fotografie v Československu, Obelisk, Praha 1971 šel do stoupy)
- 1972 mezinárodní výstava fotografií Prezentacje, Varšava
- podrobně viz abART: Emila Medková - výstavy

#### Katalogy
- Emila Medková: Fotografie 1951 - 63, text Jan Kříž, 12 s., Prácheňské muzeum Písek 1963
- Emila Medková: Fotografie 1949 - 64, text Jan Kříž, 6 s., Kabinet fotografie Jaromíra Funka, Brno 1964
- Emila Medková, text Vratislav Effenberger, jednolist (8 s.), Divadlo JZK, Ústí nad Orlicí 1965
- Emila Medková, text Jan Kříž, 4 s., ČFVU Praha 1965
- Emila Medková: Fotografie, text A. Marenčin, E. Medková, L. Šváb, 12 s., DU města Brna 1979
- Emila Medková: Fotografie, text Karel Srp, 20 s., Jazzová sekce SH Praha (Situace 5), 1979
- Emila Medková: Výběr z fotografického díla, text Vratislav Effenberger, Alena Nádvorníková, 8 s., ČTK Praha 1985
- Emila Medková 1928–1985, text Anna Fárová, Aleš Kuneš, Alena Nádvorníková, 48 s., Pražský dům fotografie (1991-1997), Praha 1995
- Emila Medková: Zavřeno, 6 s., Galerie Franze Kafky, Praha 2000
- Emila Medková, 6 s., ang. i čes. verze, Galerie hlavního města Prahy, Praha 2001
- Emila Medková 1928–1985: Fotografické dílo, text Alena Nádvorníková, 8 s., Klub přátel umění, Ústí nad Orlicí 2005
- Emila Medková, text Pavel Lagner, 8 s., PPF Art, a. s., Praha 2009
- Emila Medková: Fotografie, text Josef Moucha, 37+3 s., Fotografická galerie Fiducia, Ostrava 2011

#### Monografie
- Karel Srp ml., Emila Medková, Torst Praha 2005, ISBN 80-7215-238-6
- Karel Srp ml., Marjatta Hölz, Emila Medková, Torst Verlag, Prag 2004
- BYDŽOVSKÁ, Lenka; SRP, Karel. Emila Medková. Praha: KANT, 2001. 380 s. ISBN 80-86217-50-7.
- Karel Srp, Emila Medková: Fotografie, Jazzová sekce Svazu hudebníků, 1979
- KŘÍŽ, Jan. Emila Medková. Praha: Státní nakladatelství krásné literatury a umění , 1965. 29 text + 61 fotografická příloha s. (Umělecká fotografie; sv. 24). (česky, francouzské, německé a ruské resumé)

#### Encyklopedie a sborníky
- Gabriel Fragner, Funkeho žáci na Státní grafické škole v Praze, 157 s., Slezská univerzita, Institut tvůrčí fotografie, Opava 2016
- Vladimír Birgus, Jan Mlčoch, Česká fotografie 20. století, UPM, KANT Praha 2010, ISBN 978-80-7101-089-0
- Vladimír Birgus (ed.), Tschechische Avantgarde - Fotografie 1918-1948, 304 s., Arnoldsche, Stuttgart, KANT Praha 1999, ISBN 3-89790-011-4
- Nová encyklopedie českého výtvarného umění, ed. Anděla Horová. Academia Praha 1995, s. 502-503
- Daniela Mrázková (ed.),Co je fotografie / What is Photography: 150 let fotografie / 150 Years of Photography, 392 s., Praha 1989
- Daniela Mrázková, Vladimír Remeš, Cesty československé fotografie, Mladá fronta, Praha 1989
- Opak zrcadla, antologie tvorby Surrealistické skupiny v Československu z let 1980-1985, vydáno pod fiktivní hlavičkou švýcarské skupiny Le la, 1985
- Biro Adam, Passeron René (eds.),Dictionnaire général du Surréalisme et de ses environs, 464 s., Office du Livre S.A., Fribourg 1982
- Edouard Jaguere, Les mysteres de la chambre noire : le surréalisme et la photographie, Flammarion, Paris 1982
- Lenka Bydžovská, Karel Srp (eds.), Český surrealismus 1929-1953, 485 s., GHMP, Argo Praha 1996, ISBN 80-7010-047-8 (GHMP), ISBN 80-7203-011-6 (ARGO)

#### Články a rozhovory v časopisech
- Vogelová, Pavlína: Mikuláš Medek a Emila Medková: stínohry obrazů, textů a fotografií. In: Sborník Národního muzea v Praze. Řada A - Historie. Roč. 70, č. 1-2, 2016, s. 53-64.
- Vratislav Effenberger: Medci, revue Analogon, 1990
- Anna Fárová: z tvůrčí dílny - rozhovor s Emilou Medkovou, Československá fotografie 8, 1976, s. 346-350